# Javier Gómez (gymnastique)
Pour les articles homonymes, voir Javier Gomez et Gomez.
Javier Gómez Fuertes (né le 5 décembre 1986 à Mataró) est un gymnaste espagnol, spécialiste de gymnastique artistique.
Il remporte le concours général individuel lors des Jeux méditerranéens à Mersin. Il mesure 1,62 m pour 60 kg. Il termine 23e lors du concours général individuel aux Jeux olympiques de 2012.